# Codogno
Codogno ist eine Stadt mit 15.684 Einwohnern (Stand 31. Dezember 2023) in der Provinz Lodi in der italienischen Region Lombardei.
Sie liegt 58 km südöstlich von Mailand, 25 km südöstlich von Lodi und 15 km nördlich von Piacenza.

## Geographie
Codogno ist das Zentrum des Basso Lodigiano, der fruchtbaren Ebene zwischen dem Unterlauf der Adda und dem Po. Zur Gemeinde gehören die Dörfer Maiocca und Triulza.
Die Nachbargemeinden sind Castelgerundo, Casalpusterlengo, Fombio, Maleo, San Fiorano, Somaglia und Terranova dei Passerini.

### Verkehr
Die nächste Autobahnauffahrt ist Piacenza Nord an der A1 Autostrada del Sole.
Der Bahnhof von Codogno befindet sich an der Kreuzung der Bahnstrecken Mailand–Bologna und Pavia–Mantua.

## Geschichte
Codogno wurde im 3. Jahrhundert v. Chr. mit der Bildung der römischen Provinz Gallia cisalpina gegründet. Wahrscheinlich geht der Ort jedoch auf eine vorrömische keltische Siedlung zurück.
Im Mittelalter gehörte es den Bischöfen von Lodi. 1965 bekam Codogno das Stadtrecht.
2020 wurde es als Zentrum der COVID-19-Pandemie in Norditalien ausgemacht und mit Castiglione d’Adda, Casalpusterlengo, Fombio, Maleo, Somaglia, Bertonico, Terranova dei Passerini, Castelgerundo und San Fiorano zur „roten Zone“ erklärt. Am 21. Februar 2020 wurde in Codogno ein damals 38-jähriger Mann als erster Italiener positiv auf das Coronavirus getestet, obwohl er nie in China war. Trotz eines ernsten Krankheitsverlaufs wurde er wieder gesund.

## Bevölkerungsentwicklung
| Jahr      | 1861   | 1881   | 1901   | 1921   | 1936   | 1951   | 1971   | 1991   | 2001   |
| --------- | ------ | ------ | ------ | ------ | ------ | ------ | ------ | ------ | ------ |
| Einwohner | 11.642 | 11.599 | 11.925 | 10.890 | 11.424 | 12.253 | 14.979 | 14.136 | 14.408 |

Quelle: ISTAT

## Politik
Emanuele Dossena (PdL) wurde im Mai 2006 zum Bürgermeister gewählt.
Sein Mitte-rechts-Bündnis stellt auch mit 13 von 20 Sitzen die Mehrheit im Gemeinderat.

### Partnerstädte
- Solagna in Venetien.

## Ortsteile
Im Gemeindegebiet liegen neben dem Hauptort die Fraktionen Maiocca und Triulza sowie die Wohnplätze Catanzino, Cucca und Sigola.

## Persönlichkeiten
- Angelo Pietrasanta (* 27. November 1834 in Codogno; † 4. Juni 1876 in Lodi),  Maler
- Giovanni Varesi (* 2. Dezember 1874 in Codogno; † 30. Januar 1946 in Locarno), Arzt, Politiker, Stadtrat un Grossrat im Tessin, Gründer der Zeitung Libera Stampa, ab 1909 von Vira (heute Gemeinde Gambarogno TI)[5]
- Rino Fisichella (* 25. August 1951 in Codogno), Kurienerzbischof, Präsident der Päpstlichen Akademie für das Leben, Rektor der Päpstlichen Lateranuniversität, Kaplan des italienischen Parlaments
- Luigi Negri (* 4. August 1956 in Codogno), Architekt und Politiker (Lega Italiana Federalista)
- Maurizio Milani (* 20. Mai 1961 in Mailand), Schriftsteller und Comedian
- Ivan Cerioli (* 1971), Radrennfahrer
- Eddy Ratti (* 4. April 1977 in Codogno), Radrennfahrer
- Bruno Rizzi (* 3. November 1983 in Codogno), Radrennfahrer
- Samuel Pizzetti (* 16. Oktober 1986 in Codogno), Schwimmer